# Regeringsformatie België 1947
Na de val van de regering-Huysmans (bestaande uit de socialistische BSP-PSB, de communistische KPB-PCB en de Liberale Partij) op 11 maart 1947 ging de formatie van een nieuwe Belgische regering van start. De formatie duurde 9 dagen en leidde tot de vorming van de regering-Spaak III.

## Verloop van de formatie

### Aanloop naar de formatie
De regering-Huysmans wenste de problemen binnen de steenkoolindustrie op te lossen door de steenkoolprijs te verhogen, waarmee de communisten niet wilden instemmen. Als gevolg hiervan boden de communistische ministers op 11 maart 1947 hun ontslag aan. Hierdoor had de regering geen meerderheid in het parlement meer en ging eerste minister Camille Huysmans (BSP) de dag nadien het ontslag van zijn regering aanbieden bij prins-regent Karel. Deze stemde daarmee in en belastte de regering-Huysmans met de afhandeling van de lopende zaken. Dezelfde dag nog ontving het staatshoofd Kamervoorzitter Frans Van Cauwelaert en Senaatsvoorzitter Robert Gillon en partijvoorzitters August De Schryver (CVP-PSC), Max Buset (BSP-PSB), Roger Motz (LP) en Julien Lahaut (KPB-PCB). Op 13 maart werden BSP-PSB-Kamerfractievoorzitter Georges Bohy, opnieuw CVP-PSC-voorzitter August de Schryver en CVP-PSC-fractieleiders Gaston Eyskens (Kamer) en Paul Struye (Senaat) in audiëntie ontvangen. Dezelfde dag vroeg prins-regent Karel aan Kamervoorzitter Frans Van Cauwelaert (CVP) om een nieuwe regering te vormen, maar die weigerde.

### Formateur Paul-Henri Spaak (13 maart - 20 maart 1947)

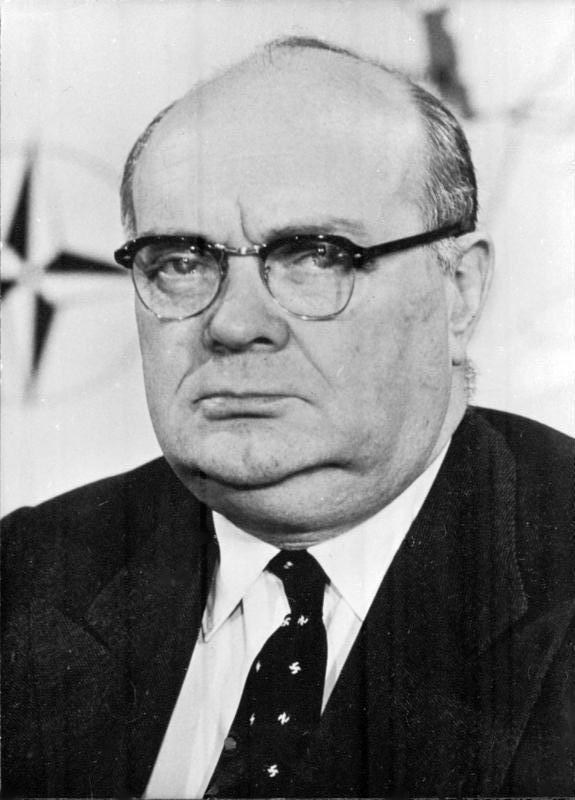
Paul-Henri Spaak.

Vervolgens kreeg minister van Buitenlandse Zaken Paul-Henri Spaak (PSB) een formateursopdracht aangeboden. Hij aanvaardde de opdracht wel en verklaarde dat het zijn doel was om een vierledige regering van christendemocraten, socialisten, liberalen en communisten te vormen. Op 14 en 15 maart voerde Spaak onderhandelingen met delegaties van de CVP-PSC en de BSP-PSB, de twee grootste partijen in het parlement, over het politiek, financieel, economisch en sociaal programma van de nieuwe regering. De CVP-PSC werd vertegenwoordigd door voorzitter August de Schryver, fractieleiders Eyskens en Struye en vleugelvoorzitters Paul-Willem Segers (CVP) en Augustin Roberti (PSC), de BSP-PSB door voorzitter Max Buset, ontslagnemend premier Camille Huysmans, ondervoorzitter Edward Anseele jr., minister Léon-Eli Troclet en Kamerlid Antoon Spinoy. Op 15 maart bereikten de socialisten en christendemocraten een akkoord over een ontwerpprogramma, dat Spaak de volgende dag voorlegde aan de liberale onderhandelaars (voorzitter Roger Motz, Kamerfractieleider Léon Mundeleer en Senaatsfractieleider Octave Dierckx) en aan Edgard Lalmand, de secretaris van de communistische KPB-PCB. De communisten besloten dezelfde dag dat ze niet opnieuw in de regering wilden stappen, omdat de stijging van de steenkoolprijzen niet werd teruggedraaid. 
Op 17 maart spraken de partijraden van de CVP-PSC, de BSP-PSB en de Liberale Partij zich uit over het ontwerpprogramma. De christendemocraten en socialisten gingen ermee akkoord, de liberalen verwierpen het financieel-economisch luik van het ontwerpakkoord en kozen voor de oppositie. Nadat de socialistische partijraad akkoord ging om enkel met de CVP-PSC voort te onderhandelen, kwamen de delegaties van deze twee partijen op 18 maart opnieuw samen om de laatste hand te leggen aan het regeerakkoord. De partijen kwamen overeen om binnen de regering een oplossing te zoeken voor de Koningskwestie, het vrouwenstemrecht in te voeren, een fonds van 2 miljard frank vrij te maken voor het onderhoud van schoolgebouwen, een saneringsbeleid te voeren, belastingontduiking aan te pakken, een rechtvaardiger fiscaal beleid en structurele economische hervormingen door te voeren en prijsverhogingen (zoals die van steenkool) te compenseren door de prijzen van andere producten te verlagen. Op 19 maart werden de ministerportefeuilles binnen de nieuwe regering verdeeld en de volgende dag legden de 19 ministers van de regering-Spaak III de eed af in handen van de prins-regent. Op 25 maart werd in de Kamer en de Senaat de regeerverklaring voorgelezen, premier Spaak deed dat in het Frans, minister van Financiën Gaston Eyskens in het Nederlands. Een dag later gaf de Kamer haar vertrouwen aan de regering, op 28 maart gevolgd door de Senaat.
1919 · 1920 · 1921 · 1923 · 1924 · 1925 · 1926 · 1927 · 1929 · 1931 · mei 1932 · okt. 1932 · dec. 1932 · jun. 1934 · nov. 1934 · 1935 · 1936 · 1937 · 1938 ·  feb. 1939 · apr. 1939 · 1940 · 1944 · 1945 · feb-mrt 1946 · jul-aug 1946 · 1947 · 1948 · 1949 · jun 1950 · aug 1950 · 1952 · 1954 · jun. 1958 · nov. 1958 · 1961 · 1965 · 1966 · 1968 · 1971/72  · 1972/73 · 1974 · 1977 · 1978 · 1978/79 · apr.-mei 1980 · okt. 1980 · apr. 1981 · nov.-dec. 1981 · 1985 · oktober 1987 · 1987/88 · 1991/92 · 1995 · 1999 · 2003 · 2007 · 2008 · 2010/11 · 2014 · 2019/20 · 2024/25